# Aske
Aske (în română Cenușă) este un EP al proiectului lui Varg Vikernes, Burzum. A fost înregistrat în august 1992 și lansat în martie 1993. Ulterior a fost relansat în 1995 împreună cu albumul de debut Burzum pe compilația Burzum / Aske. 
Acest EP e notoriu pentru coperta sa, care înfățișează biserica de lemn Fantoft], după ce a fost incendiată pe 6 iunie 1992. Varg Vikernes a fost puternic suspectat de incendierea bisericii, iar părerea generală e că fotografia a fost realizată chiar de Vikernes. Primele 1000 de discuri vândute au fost însoțite de câte o brichetă Zippo inscripționate cu aceeași imagine ca și cea de pe copertă, acest fapt stârnind controverse.

## Lista pieselor

### Side Hate
1. "Stemmen fra tårnet" (Vocea din turn) - 06:09
2. "Dominus Sathanas" - 03:02

### Side Winter
1. "A Lost Forgotten Sad Spirit" - 10:51

## Personal
- Varg Vikernes - Vocal, toate instrumentele
- Samoth - Chitară bas (piesele 1 și 3) (sesiune)